# Östra Gölarna
Östra gölarna är två småsjöar i Finspångs kommun:
- Östra gölarna (östra)
- Östra gölarna (västra)